# 2701
Duemilasettecentouno (2701) è il numero naturale dopo il 2700 e prima del 2702.

## Proprietà matematiche
- È un numero dispari.
- È un numero composto da 4 divisori: 1, 37, 73, 2701. Poiché la somma dei suoi divisori (escluso il numero stesso) è 111 < 2701, è un numero difettivo.
- È un numero semiprimo.
- È un numero nontotiente in quanto dispari e diverso dal numero 1.
- È un numero triangolare, il 73º ed è un numero esagonale, il 37º.
- È un numero ondulante nel sistema di numerazione posizionale a base 14 (101).
- È la sommatoria dei primi 73 numeri naturali (1+2+3+4+5+6+…+73)=2701.
- È un numero congruente.
- È un numero malvagio.
- È un numero intero privo di quadrati.

## Cabala
- 73 è la somma delle lettere ebraiche che formano la parola chokmah, חכמה, sapienza, la seconda sephirot.
- 2701 è la somma dei valori delle singole lettere ebraiche, 28, che compongono il primo verso della Bibbia.

## Fisica
0,002701x2,701= 0,007295401, valore paragonabile alla costante di struttura fine, indicata con la lettera greca α.

## Astronomia
2701 Cherson è un asteroide.